# Krugerville
La ville américaine de Krugerville est située dans le comté de Denton, dans le Texas. Elle comptait 1 662 habitants en 2010.

## Démographie
| Groupe                           | Krugerville | Texas | États-Unis |
| -------------------------------- | ----------- | ----- | ---------- |
| Blancs                           | 95,3        | 70,4  | 72,4       |
| Autres                           | 1,1         | 10,6  | 6,4        |
| Afro-Américains                  | 0,5         | 11,9  | 12,6       |
| Asiatiques                       | 0,5         | 3,8   | 4,8        |
| Métis                            | 0,5         | 2,7   | 2,9        |
| Amérindiens                      | 1,1         | 0,7   | 0,9        |
| Total                            | 100         | 100   | 100        |
|                                  |             |       |            |
| Hispaniques et Latino-Américains | 8,7         | 37,6  | 16,7       |

Selon l'American Community Survey pour la période 2011-2015, 96,30 % de la population âgée de plus de 5 ans déclare parler l'anglais à la maison, 3,10 % déclare parler l'espagnol, 0,20 % le français et 0,20 % le portugais.